# 1418
سنة 1418 كانت سنة بسيطة تبدأ يوم السبت (سوف يظهر الرابط التقويم الكامل للعام) حسب التقويم اليولياني.

## أحداث
يناير - ديسمبر
- 22 أبريل - نهاية مجمع كونستانس.
- 29 مايو

## وفيات
- ميرتشا العجوز
- أبو العباس القلقشندي